# Henri XXII Reuss de Greiz
Titre
Prince Reuss branche aînée
8 novembre 1859 – 19 avril 1902
(42 ans, 5 mois et 11 jours)
Henri XXII (28 mars 1846, Greiz – 19 avril 1902, Greiz) est souverain de la principauté de Reuss branche aînée de 1859 à sa mort.

## Biographie
Henri XXII est le deuxième des trois fils du prince Henri XX et de sa deuxième épouse Caroline-Amélie de Hesse-Hombourg, et le seul à survivre à son père. Ce dernier meurt le 8 novembre 1859, et comme le nouveau prince n'est âgé que de treize ans, sa mère assure la régence jusqu'à sa majorité, en 1867.
Lors de la guerre austro-prussienne de juin-août 1866, la principauté se range aux côtés de l'empire d'Autriche. Après la défaite autrichienne, sa principauté n'est pas annexée au royaume de Prusse, mais, occupée par des troupes prussiennes jusqu'au versement d'une indemnité de 10 000 thalers, la principauté doit adhérer à la confédération de l'Allemagne du Nord le 26 septembre 1866.
Devenu majeur, Henri XXII accorde à ses sujets une constitution. Sa principauté rejoint l'Empire allemand lors de sa proclamation en 1871, mais il reste tout au long de son règne un adversaire farouche des politiques de la Prusse.
À sa mort, son seul fils, Henri XXIV, lui succède.

## Mariage et descendance
Le 8 octobre 1872, Henri XXII épouse la princesse Ida (1852-1891), fille du prince Adolphe Ier de Schaumbourg-Lippe. Ils ont six enfants :
- Henri XXIV (1878-1927) ;
- Emma (1881-1961), épouse en 1903 le comte Erich von Ehrenburg (1880-1930) ;
- Marie (1882-1942), épouse en 1904 Ferdinand von Gnagnoni (1878-1955) ;
- Caroline (1884-1905), épouse en 1903 le grand-duc Guillaume-Ernest de Saxe-Weimar-Eisenach (1876-1923) ;
- Hermine (1887-1947), épouse en 1907 le prince Jean-Georges de Schönaich-Carolath, puis en 1922 l'ex-empereur Guillaume II d'Allemagne (1859-1941) ;
- Ida (1891-1977), épouse en 1911 le prince Christophe-Martin III de Stolberg-Rossla (1888-1949).